# Walvis Bay-Ndola-Lubumbashi Development Road
Die Walvis Bay-Ndola-Lubumbashi Development Road (zuvor Trans-Caprivi Corridor bzw. bis 2004 Trans-Caprivi-Highway) ist seit 2010 die Bezeichnung für ein Fernstraßen-Netz zwischen Walvis Bay an der namibischen Atlantikküste und Lubumbashi in der Demokratischen Republik Kongo.
Das Fernstraßennetz wird von der Walvis Bay Corridor Group, insbesondere zur Steigerung der Nutzung des Hafen Walvis Bay, vermarktet.

## Geschichte
Der Korridor erhielt seinen Namen nach der namibischen Region Caprivi (seit August 2013 Sambesi) und nach dem Caprivizipfel, durch den das bedeutendste Teilstück der Strecke führt. Caprivi mit der Hauptstadt Katima Mulilo war bis zur Fertigstellung der Fernstraße im Jahre 1999 auf dem Landweg nur schwer von West- und Zentralnamibia aus zu erreichen. Größte natürliche Hindernisse sind der Okavango und der Cuando, deren Flussläufe den Caprivizipfel von Nord nach Süd durchqueren. Diese Flüsse werden nun von der Baganibrücke und der Kongolabrücke überspannt. Es sind jeweils die einzigen Flussquerungen auf Hunderten von Kilometern. Seit der Fertigstellung der Katima Mulilo-Brücke über den Sambesifluss hat Namibia eine gute Direktverbindung in das zentralafrikanische Nachbarland Sambia, während Sambia über die Straße einen schnellen Zugang zum Überseehafen in Walvis Bay erhalten hat.

## Aufbau
Der gesamte Trans-Caprivi Corridor umfasst ein Straßennetz von etwa 2600 Kilometern.

### Namibia
Der Trans-Caprivi Corridor verfügt in Namibia über eine Länge von etwa 1390 Kilometern.
- Nationalstraße B2 – zwischen Hafen Walvis Bay und Karibib
- Hauptstraße C33 – zwischen Karibib und Otjiwarongo
- Nationalstraße B1 – zwischen Otjiwarongo und Otavi
- Nationalstraße B8 – zwischen Otavi und der Katima Mulilo-Brücke

### Sambia
In Sambia ist der Korridor etwa 1160 Kilometer lang.
- T1 – Grenze zu Namibia bis Lusaka
- T2 – Ndola bis Lusaka
- T3 – Grenze zur Demokratischen Republik Kongo bis Ndola

### Demokratische Republik Kongo
In der Demokratischen Republik Kongo ist der Trans-Caprivi Corridor etwa 100 Kilometer lang und führt von Lubumbashi über die N1 nach Kasumbalesa und bis zur Grenze nach Sambia.